# Ніколас Гільєн
 Ніколас Крістобаль Гільєн Батіста  (ісп. Nicolás Cristóbal Guillén Batista; 10 липня 1902, Камагуей — 16 липня 1989, Гавана) — кубинський поет.

## Біографія
Закінчив Гаванський університет за фахом «юриспруденція». Однак, незабаром залишив кар'єру юриста й працював друкарем та журналістом.
Перші вірші опубліковані в 1919 році. Друкувався в різних журналах з 1920-х рр.; у 1930 році видав першу збірку «Мотиви сну». У цій і наступній збірці «Сонгоро Косонго» (1931) йдеться про життя кубинських чорношкірих.
У збірці «Вест-Індійська компанія» (1934) звернувся до політичної лірики.
У 1936 році Гільєн разом з іншими учасниками журналу «Полудень» (ісп. Mediodía) був заарештований за сфабрикованим звинуваченням і кинутий до в'язниці. Наступного року він вступив до комуністичної партії, брав участь у Конгресі письменників і художників в Іспанії, а також вів репортажі про громадянську війну в Іспанії. Тоді ж виходить збірка «Пісні для солдатів і еони для туристів» та поема «Іспанія. Поема з чотирьох печалей та однієї надії» (1937).
Гільєн повернувся на Кубу і був висунутий кандидатом на місцевих виборах від комуністичної партії. Революційному рухові Куби та інших країн Латинської Америки присвячений цикл «Всі пісні» (1947). У наступні роки багато подорожував Південною Америкою, Європою, відвідав Китай. Гільєнові було відмовлено у в'їзній візі до США. Також, в 1953 році йому було заборонено повертатися на Кубу, де він зміг з'явитися тільки після перемоги революції.
У 1958 році опублікував збірку віршів «Всенародний голуб».
Після повернення на батьківщину був призначений президентом Національної спілки письменників Куби.
Гільєн здобув широку популярність як типовий представник «чорної поезії» (ісп. poesía negra), що сполучає в собі традиції європейської та африканської культури. Характерним стало використання ономатопоетичних прийомів, імітації звуку барабанів та сонових ритмів. Зокрема, на основі вірша Гільена «Сенсемайя» була написана знаменита однойменна композиція Сильвестра Ревуельтаса.

## Твори
- Motivos de son (1930)
- Sóngoro cosongo; poemas mulatos (1931)
- West Indies, Ltd. (1934)
- Cantos para soldados y sones para turistas (1937)
- España. Poema en cuatro angustias y una esperanza (1937)
- El son entero (1947)
- Elegía a Jesús Menéndez (1951)
- Las coplas de Juan Descalzo (1951)
- ¿Puedes? (1960)
- Prosa de prisa (1961)
- Poemas de amor, Tengo (1964)
- Antología mayor (1964)
- El gran zoo (1967)
- Cuatro canciones para el Che (1969)
- La rueda dentada (1972)
- Diario que a diario (1972)
- Nueva antología mayor (1979)

## Переклади українською мовою
Українською мовою вірші Ніколаса Гільєна перекладали Сергій Борщевський, Михайло Москаленко, Михайло Литвинець, Григорій Латник.
- Ніколас Гільєн / Поезії: пер. з ісп.; Упоряд., відп. ред. М. Москаленко; Вступ.ст. і приміт. В. Харитонов. — Київ: Дніпро, 1976. — 167 с.